# Чонтио
Чонтио (груз. ჭონთიო, чечен. ЧӀонтио) — покинутое село (крепость) в Ахметском муниципалитетe Грузии в регионе Кахети (в исторической области Тушети).
Расположено на территории национального парка Тушети.
Чонтио вошло в перечень деревень-крепостей в Тушети, получившим статус памятнику культуры национального значения.
Ущелье реки Аргуна, до Пирикительской Хевсуретии, по-чеченски называется «ЧӀанти». Учёные связывают это с названием местности «ЧӀонтио». Весь союз родов (тайпов) этой долины чеченцы называют «ЧӀантий».
По мнению учёных, это название осталось от выселенцев на север из местности «ЧӀонтио» или же, наоборот, «ЧӀонтио» выселенцы на юг из Итум-Кали.